# Новый Режет
Новый Режет — посёлок в Апшеронском районе Краснодарского края России. Входит в состав Отдалённого сельского поселения.

## География

### Улицы
- ул. Железнодорожная,
- ул. Заречная,
- ул. Клубная,
- ул. Коммунаров.

## Население
| 2002 | 2010 |
| ---- | ---- |
| 107  | ↘81  |